# Macromeracis penai
Macromeracis penai är en tvåvingeart som beskrevs av James 1975. Macromeracis penai ingår i släktet Macromeracis och familjen vapenflugor. Inga underarter finns listade i Catalogue of Life.